# Thomas Wenzel

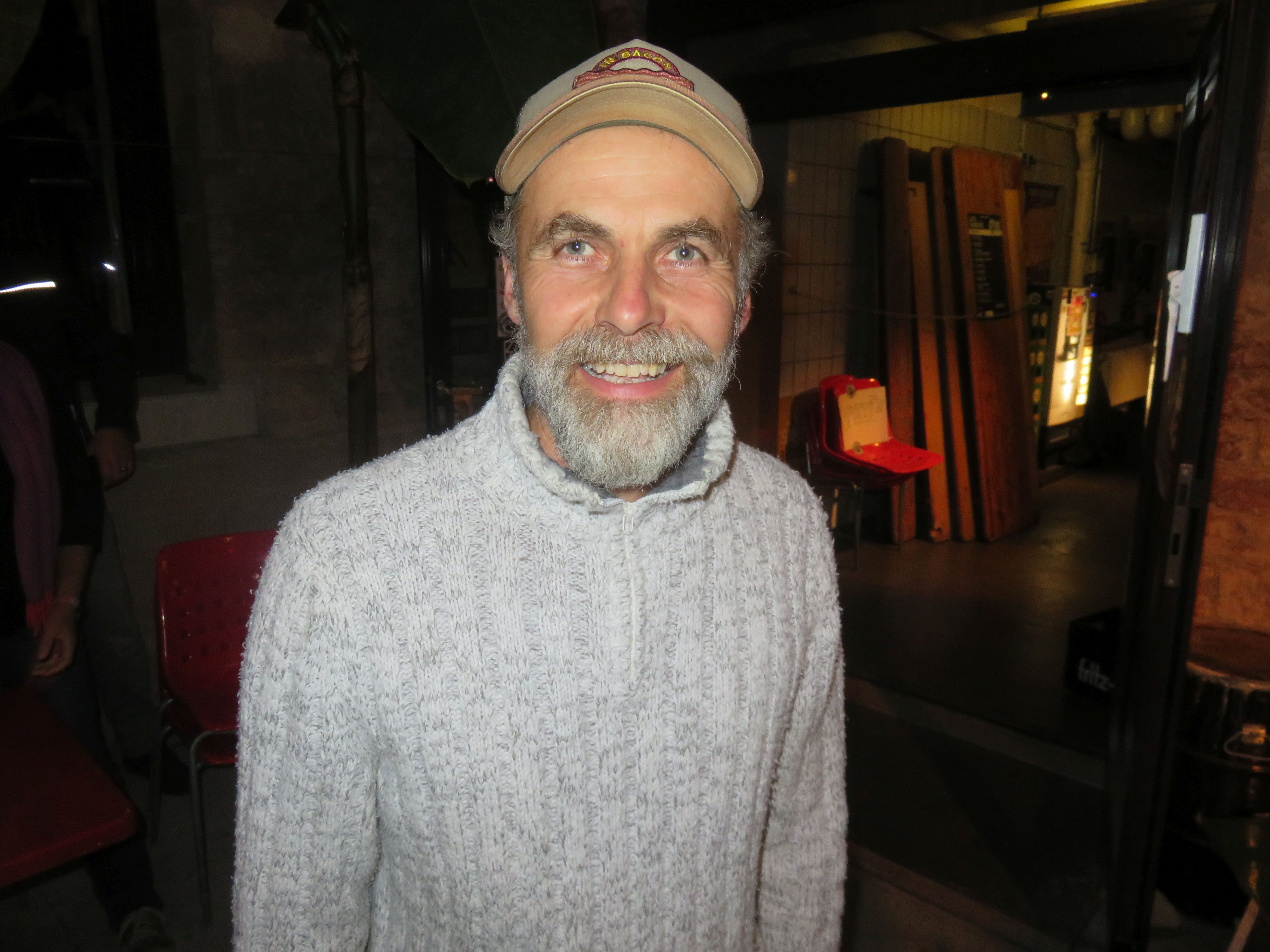
Thomas Wenzel (2021)

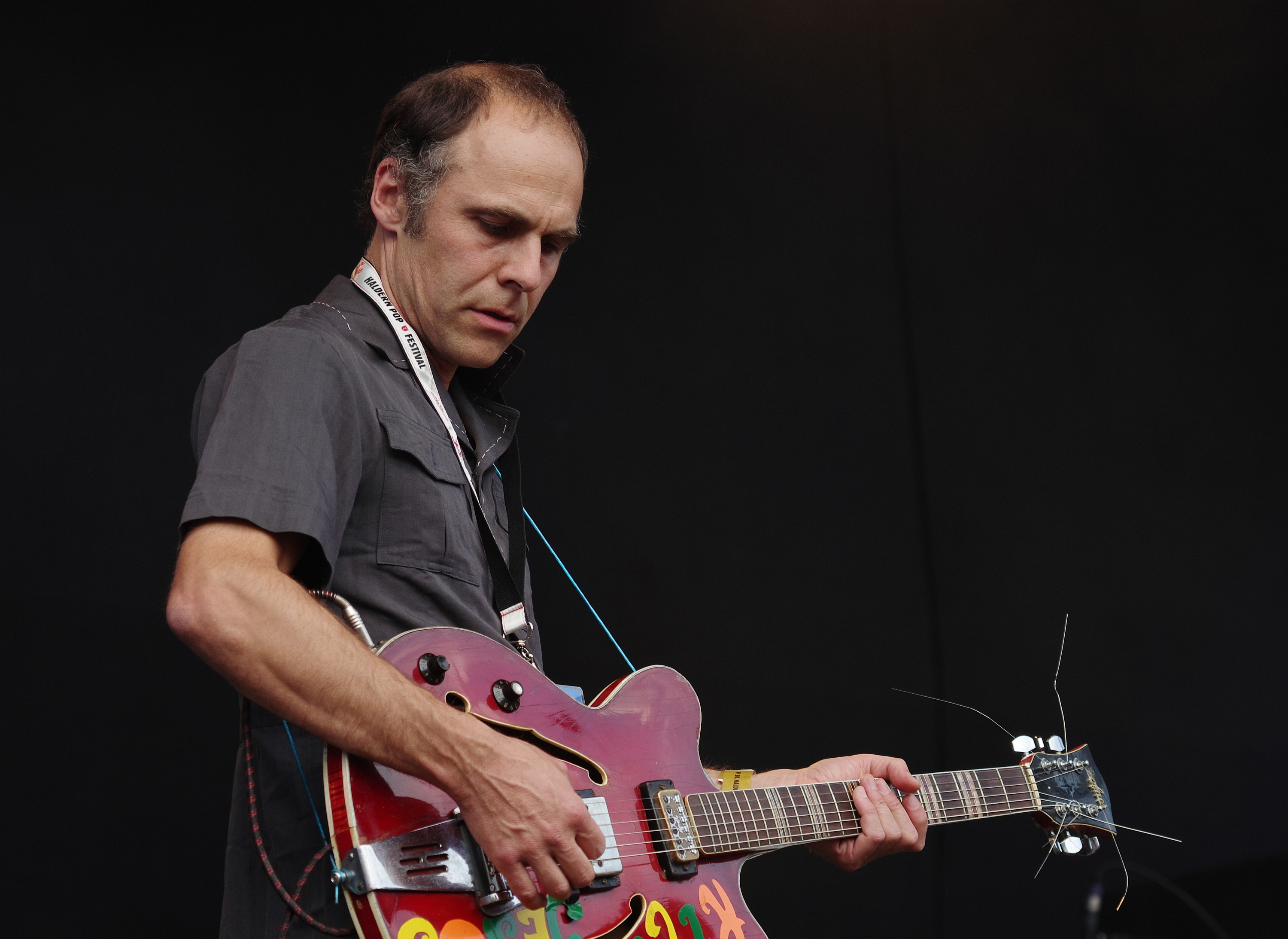
Thomas Wenzel beim Auftritt der Band Die Goldenen Zitronen auf dem Haldern Pop Festival 2013

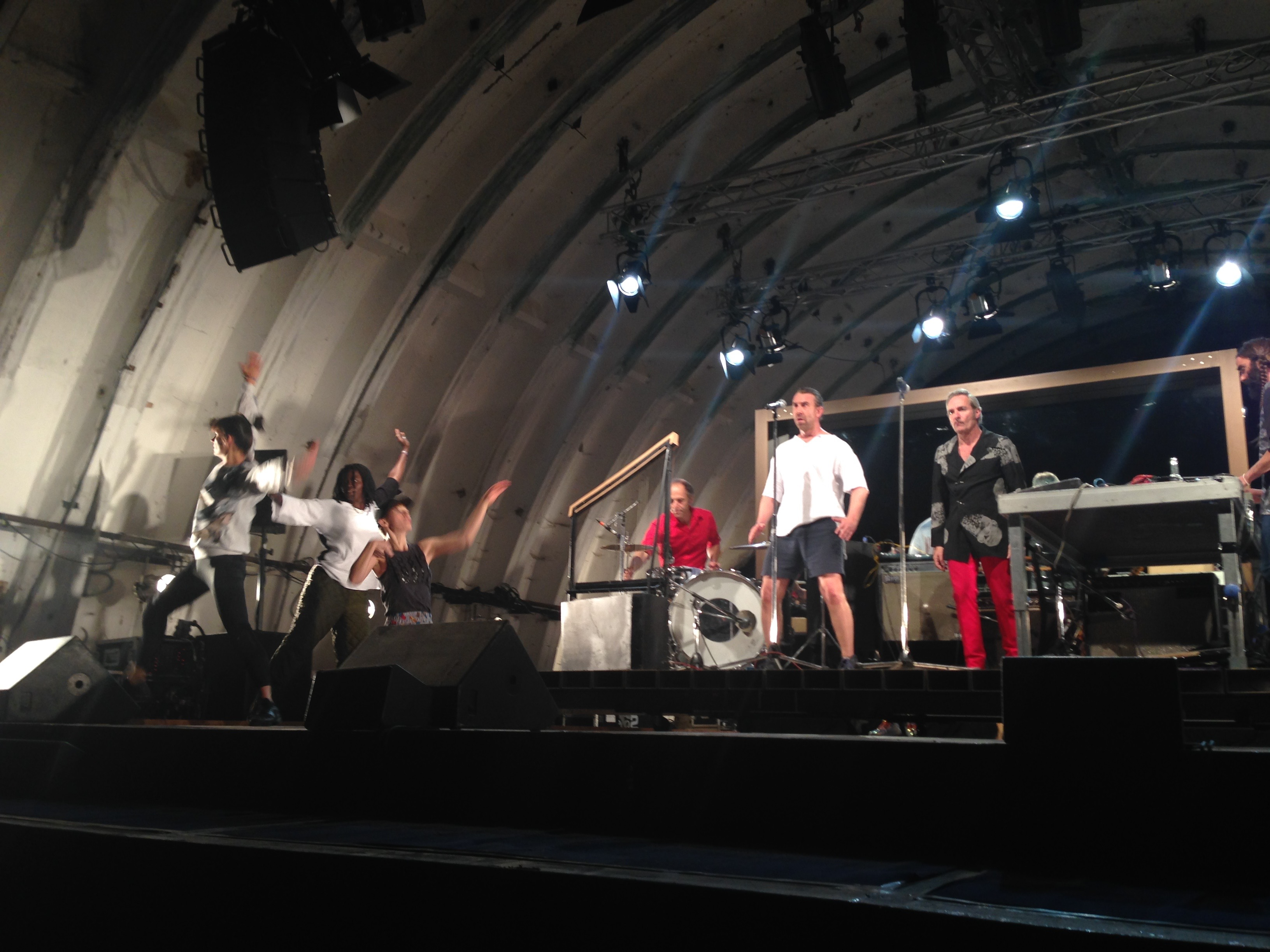
Thomas Wenzel (am Schlagzeug) im Stück Not Punk, Pololo von Ginterdorfer/Klaßen, 2015

Thomas Wenzel, auch unter dem Pseudonym Julius Block bekannt, ist ein deutscher Musiker. Er wurde als Bassist der Hamburger Bands Die Sterne und Die Goldenen Zitronen bekannt.

## Leben
Thomas Wenzel wuchs in Elmshorn in Schleswig-Holstein auf. In den 1980er Jahren gehörte er zur Szene um das Kassettenlabel Fast Weltweit in Bad Salzuflen. Dort war er Mitglied der Band Die Bienenjäger, zu der neben dem späteren Blumfeld-Kopf Jochen Distelmeyer auch Mirko Breder gehörte, der in der Band Die Sterne spielte. Anfang der 1990er Jahre zog Wenzel nach Hamburg, wo er sich seitdem musikalisch im Umfeld der sogenannten „Hamburger Schule“ bewegt.
Seit 1992 spielt Thomas Wenzel unter dem Pseudonym Julius Block bei den Goldenen Zitronen und bedient dort unter anderem Synthesizer, Bass, Tonbandsamples und den manuellen Drumcomputer. Im selben Jahr wurde er Mitglied der nach Hamburg übergesiedelten Die Sterne. Daneben ist er als Pedalsteel-Spieler und manchmal auch als Sänger bei der Hamburger Alternative-Country-Band Cow tätig.
Außerdem hat Thomas Wenzel als Julius Block den Soundtrack zum Dokumentarfilm Park Fiction – Die Wünsche werden die Wohnung verlassen und auf die Strasse gehen von Margit Czenki und mit dem ehemaligen Die Sterne-Keyboarder Frank Will den Soundtrack zum Kinofilm Der Strand von Trouville von Michael Hofmann produziert. Des Weiteren spielte er auch in den Bands Naked Navy, 3 Normal Beatles (mit Ted Gaier), Die Stars und Kommando Sonne-nmilch und produzierte Lieder für verschiedene Sampler. Mit einem Synthesizer begleitet Thomas Wenzel musikalische Lesungen des Punk-Musikers und Schriftstellers Jens Rachut.
2018 verließ er zusammen mit Gründungsmitglied Christoph Leich die Sterne.

## Filmografie (Auswahl)
- 1998: Der Strand von Trouville (Spielfilm), (Filmmusik)
- 2003: Golden Lemons (Dokumentarfilm), (Mitwirkung)
- 2007: Hölle Hamburg (Spielfilm), (Darsteller)
- 2007: Übriggebliebene ausgereifte Haltungen (Dokumentarfilm), (Mitwirkung)
- 2010: Sterne (Fernsehdokumentation), (Mitwirkung)

## Hörspielmusik
- 2013: Dunja Arnaszus: Wir fallen nicht – Regie: Dunja Arnaszus (DLF) – (mit Peta Devlin)
- 2022: Jens Rachut: 40 Tage Regen – Regie: Jens Rachut (WDR)